# Adolf Peremans
Juliaan Lodewijk Adolf (Adolf) Peremans (Jette, 5 maart 1894 – Best, 26 mei 1966) was een Belgisch-Nederlands redacteur en activist.

## Levensloop
Peremans doorliep zijn middelbaar het Atheneum van Brussel alwaar hij in 1911 'Help U Zelf' opnieuw oprichtte.
Tijdens de Eerste Wereldoorlog werd hij actief in het activisme. Op 2 september 1916 was hij stichter van 'Volksontwikkeling', een onderafdeling van Volksopbeuring. Voorzitter werd Pieter Tack, hijzelf secretaris. Daarnaast was hij voorzitter van de Brusselse afdeling van de 'Groeningerwacht'. In juli 1918 werd hij aangesteld als hoofdredacteur van de Gazet van Brussel, waarin hij schreef onder de pseudoniemen 'Balder' en 'Wate'. Na afloop van de Eerste Wereldoorlog, in november 1918, verhuisde hij naar Nederland. Er werd geen gerechtelijke vervolging ingesteld voor zijn oorlogsdaden omwille van een administratief verzuim.
Vervolgens vestigde hij zich in Amsterdam en was hij actief als publicist in De Toorts en redacteur van het Financieel Weekblad voor den Fondsenhandel, waarvan hij in 1929 hoofdredacteur werd. Een jaar later verkreeg hij de Nederlandse nationaliteit. Ook werd hij actief in de Nationaal-Socialistische Beweging (NSB) van Anton Mussert. In 1943 keerde hij terug naar België, alwaar hij Frans Beckers opvolgde, die kortstondig hoofdredacteur was na het ontslag van Jan Hadermann, als hoofdredacteur van Het Laatste Nieuws.
Op 3 maart 1945 werd hij bij verstek ter dood veroordeeld door de krijgsraad te Brussel. Hoewel hij in november 1946 in Amsterdam werd gearresteerd, werd hij echter niet uitgeleverd omwille van zijn Nederlandse nationaliteit. Het Bijzonder Gerechtshof te Amsterdam veroordeelde hem in 1948 tot 8 jaar hechtenis, in 1950 werd hij echter reeds in vrijheid gesteld. Vervolgens was hij tot 1959 werkzaam in een bank te Amsterdam.
Hij was de echtgenoot van Maria Verhuyck.